# Kolomaz
Kolomaz je mazadlo, používané v minulosti pro mazání kol dopravních prostředků. Vyráběla se obvykle z dehtu a tuku.

## Postup výroby
Kolomaz byla vyráběna až do 19. století jako vedlejší produkt při výrobě dřevěného uhlí. Při pálení uhlí v milíři do zvláštní pece byla naskládána borovicová polena bohatá na pryskyřici, pec – milíř byl uzavřen a zahříván. Pára unikala horem a dolů do připravené nádoby odkapávala dehtová hmota. Smíšením dehtu s tukem vznikla kolomaz.

## Náhrady
Během 19. století byla vytlačena oleji a plastickými mazivy, které mají výrazně lepší mazací vlastnosti.